# 41 tàu ngầm vì tự do
class="infobox" style="width:25.5em;border-spacing:2px;"

| Một tàu ngầm lớp Lafayette USS Woodrow Wilson | |
| Khái quát lớp tàu                             | |
| Tên gọi                                       | list error: mixed text and list (help) 5 lớp tàu ngầm bao gồm - - George Washington - Ethan Allen - Lafayette - James Madison - Benjamin Franklin |
| Bên khai thác                                 | Hải quân Mỹ |
| Lớp trước                                     | tên lửa hành trình mang đầu đạn hạt nhân Regulus                                                                                                  |
| Lớp sau                                       | tàu ngầm lớp Ohio |
| Thời gian đóng tàu                            | 1/11/1958 đến 20/3/1965 |
| Hoàn thành                                    | 41 |
| Đang hoạt động                                | 0 |
| Bị mất                                        | 0 |
| Nghỉ hưu                                      | 39 |
| Giữ lại                                       | 2 |
| Đặc điểm khái quát                            | |
| Chiều dài                                     | 381–425 ft (116–130 m) tùy vào lớp tàu ngầm |
| Sườn ngang                                    | 33 foot (10 m) |
| Mớn nước                                      | 31 foot (9,4 m) |
| Tốc độ                                        | 20 hải lý trên giờ (37 km/h; 23 mph) |
| Độ sâu thử nghiệm                             | 400 ft (120 m) |
| Thủy thủ đoàn tối đa                          | 14 sĩ quan, 140 thủy thủ |
| Vũ khí                                        | - 4 × ống phóng ngư lôi 21 inch (533 mm) - 16 tên lửa SLBM tùy theo lớp tàu ngầm trang bị:                                                        |

Hạm đội 41 tàu ngầm SSBN vì tự do (41 for Freedom) là tên gọi nhắc đến Hạm đội tàu ngầm mang tên lửa đạn đạo của Hải quân Mỹ (FBM), 41 tàu ngầm SSBN thuộc các lớp George Washington, Ethan Allen, Lafayette, James Madison và Benjamin Frankline. Tất cả những tàu ngầm ầy được đưa vào trang bị trong năm 1959-1967, nhằm mục tiêu tạo ra một lực lượng răn đe trên biển đáng tin cậy và có khả năng sống còn cao trước các cuộc tấn công. Cái tên "Hạm đội 41 tàu ngầm vì tự do" được đặt cho Hạm đội này khi nó được thành lập vào năm 1960. Hiệp ước SALT I năm 1972 đã hạn chế số lượng tên lửa đạn đạo phóng từ tàu ngầm của Hải quân Mỹ xuống còn 656 đơn vị, dựa trên tính toán tổng số giếng phóng tên lửa đạn đạo của 41 tàu ngầm hiện có, hạn chế trang bị thêm vũ khí hạt nhân.

## Bối cảnh
Hạm đội gồm 41 tàu ngầm nguyên tử mang tên lửa đạn đạo hạt nhân (SSBNs) được vũ trang với các tên lửa đạn đạo phóng từ tàu ngầm được thành lập nhằm tạo ra một lực lượng răn đe chống lại mối đe dọa tấn công hạt nhân từ bất kỳ nước nào đe dọa Hoa Kỳ trong Chiến tranh lạnh.
Hoa Kỳ đã triển khai vũ khí hạt nhân trên tàu ngầm bắt đầu từ năm 1959, với tên lửa hành trình SSM-N-8 Regulus. Tuy nhiên Regulus bị giới hạn về kích thước/số lượng tên lửa khi chỉ trang bị 5 tên lửa trên tàu USS Halibut. Do có kích thước nhỏ nên nó bị giới hạn về tầm bắn và tốc độ, đồng thời, để phóng tên lửa, tàu ngầm bắt buộc phải nổi lên. Do đó Hải quân Mỹ muốn trang bị cho tàu ngầm nguyên tử các tên lửa đạn đạo.
Hải quân Mỹ đạ định danh tàu ngầm mang tên lửa đạn đạo là SSBN. Tàu đầu tiên trong số 41 tàu ngầm "vì tự do" hạ thủy là USS George Washington, được đưa vào hoạt động vào ngày 30 tháng 12 năm 1959. Chiếc cuối cùng được đưa vào trang bị là USS Will Rogers, được đưa vào hoạt động vào ngày 1 tháng 4 năm 1967. 41 tàu ngầm này được thay thế bởi các tàu ngầm lớp Ohio giai đoạn 1980-1992. Tính đến năm 2014, hai tàu USS Daniel Webster và USS Sam Rayburn dù đã ngừng hoạt động nhưng vẫn tiếp tục đóng vai trò là tàu ngầm huấn luyện thuộc Trường huấn luyện tàu ngầm hạt nhân hải quân tại Charleston, Nam Carolina.

## Các lớp tàu ngầm
| Lớp tàu           | Hoàn thành | Loại biên | Dự trữ | Thời gian phục vụ | Polaris A1/A2 | Polaris A1/A2 | Polaris A3 | Polaris A3   | Poseidon C3 | Poseidon C3  | UGM-96 Trident I | UGM-96 Trident I |
| Lớp tàu           | Hoàn thành | Loại biên | Dự trữ | Thời gian phục vụ | Có/không      | Số lượng tàu  | Có/không   | Số lượng tàu | Có/không    | Số lượng tàu | Có/không         | Số lượng tàu     |
| ----------------- | ---------- | --------- | ------ | ----------------- | ------------- | ------------- | ---------- | ------------ | ----------- | ------------ | ---------------- | ---------------- |
| George Washington | 5          | 5         | 0      | 1959–1985         | Green tick    | 5             | Green tick | 5            | Red X       | 0            | Red X            | 0                |
| Ethan Allen       | 5          | 5         | 0      | 1961–1992         | Green tick    | 5             | Green tick | 5            | Red X       | 0            | Red X            | 0                |
| Lafayette         | 9          | 9         | 1*     | 1963–1994         | Green tick    | 9             | Green tick | 9            | Green tick  | 9            | Red X            | 0                |
| James Madison     | 10         | 10        | 1*     | 1964–1995         | Red X         | 0             | Green tick | 10           | Green tick  | 10           | Green tick       | 6                |
| Benjamin Franklin | 12         | 12        | 0      | 1965–2002         | Red X         | 0             | Green tick | 12           | Green tick  | 12           | Green tick       | 6                |

* Dự trữ để huấn luyện

## Gallery

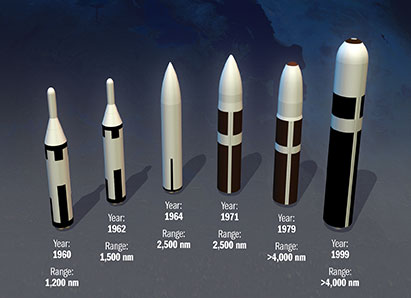
Từ trái sang phải: Polaris A1, Polaris A2, Polaris A3, Poseidon, Trident I and Trident II
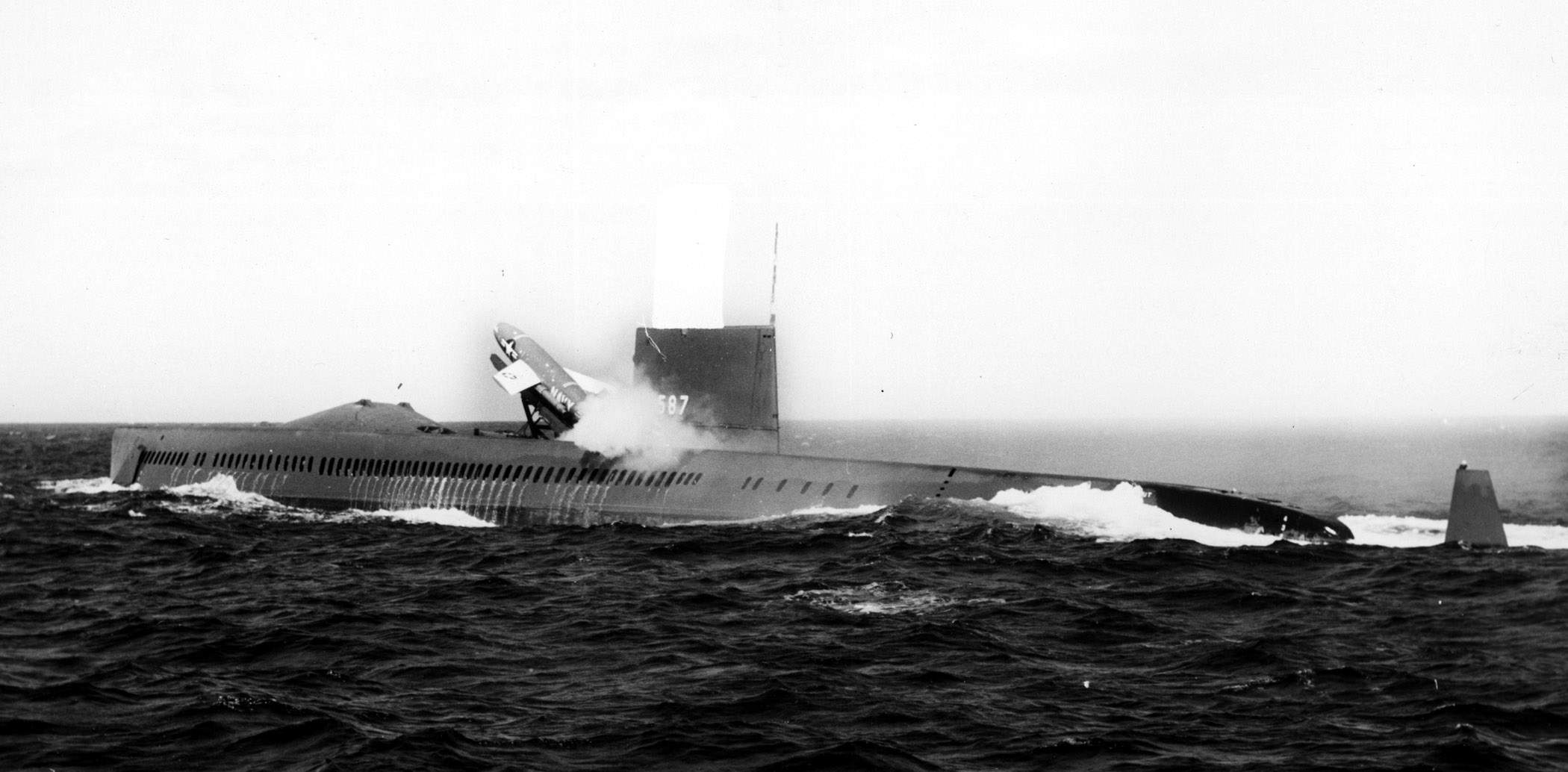
USS Halibut phóng tên lửa hành trình Regulus
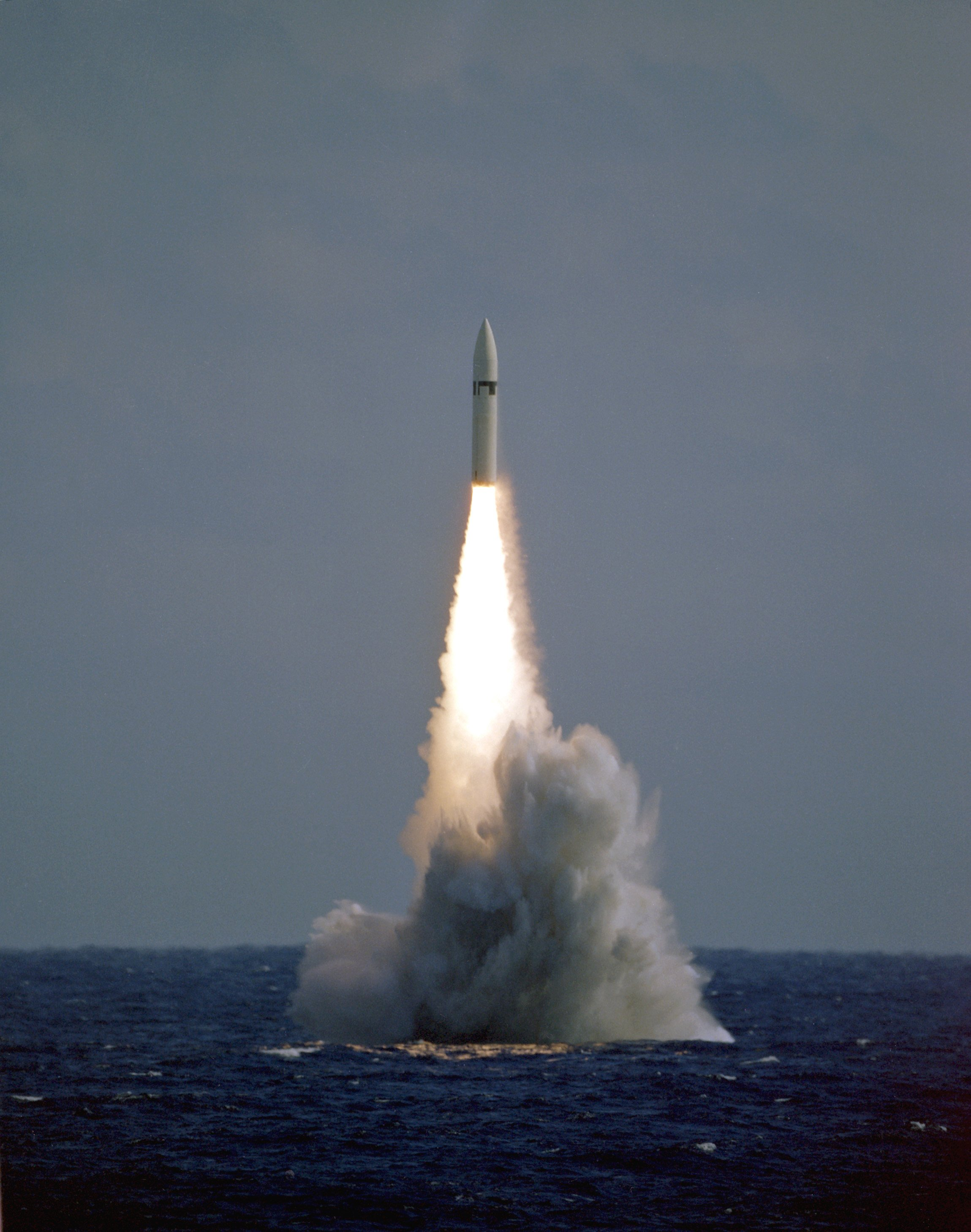
Polaris A3 phóng từ tàu ngầm USS Robert E. Lee. Tàu ngầm phóng tên lửa Polaris A3 trong khi đang lặn, giúp nó có khả năng sống còn cao hơn.